# Johannes Kästner
Johannes Kästner, geb. Schimpl (* 30. Jänner 1978 in Wien) ist ein österreichischer Chemiker und Professor für Theoretische Chemie an der Fakultät für Chemie der Universität Stuttgart. Er gilt als Experte auf den Gebieten der Reaktionskinetik und der freien Energie.

## Leben
Johannes Kästner besuchte die Bundesrealgymnasium Oberschützen, für seinen Schulabschluss 1996 erhielt er eine Auszeichnung durch die Gesellschaft Österreichischer Chemiker (GÖCH). Von 1996 bis 2001 studierte Kästner technische Chemie an der Technischen Universität Wien. Im Anschluss wurde er wissenschaftlicher Mitarbeiter bei Peter Blöchl im Fachbereich Physik der Technischen Universität Clausthal, bei dem er 2004 mit der Simulation des Reaktionsmechanismus des Enzyms Nitrogenase promovierte. Es folgten Postdocaufenthalte von 2004 bis 2006 bei Walter Thiel am Max-Planck-Institut für Kohlenforschung und 2006 bis 2008 am Daresbury Laboratory in Warrington, Großbritannien. 2008 wechselte Kästner auf eine Juniorprofessur an der Universität Stuttgart, wo er sich 2014 habilitierte und im selben Jahr im Tenure-Track-Verfahren zum W3-Professor ernannt wurde.

## Schaffen
Kästner forscht im Grenzgebiet zwischen theoretischer Chemie und Physik und untersucht chemische Reaktivitäten in der Chemie, Biochemie und Astrochemie. Dabei verwendet er hauptsächlich Methoden der Quantenchemie und der Molekulardynamik, Dichtefunktionaltheorie und QM/MM. Seine Arbeiten zum Tunneleffekt wurden vom Europäischen Forschungsrat (ERC) mit einem Consolidator Grant gefördert.
Ausgewählte Beiträge zur Methodenentwicklung:
- Umbrella Integration,[3] ein Verfahren zur Analyse von Umbrella-Sampling-Simulationen, das Berechnung der freien Energie ermöglicht.
- Zur Simulation des Tunneleffekts bei chemischen Reaktionen modifizierte er die Instantontheorie um deren Effizienz und Genauigkeit zu steigern.
- Hauptautor des open-source-Pakets DL-FIND,[4] das neben Geometrieoptimierung und verschiedenen Pfad-Suchalgorithmen hauptsächlich die Berechnung von Reaktionsraten erlaubt.
- Kästners Entwicklungen zur QM/MM-Methode fließen in das Paket ChemShell[5] ein.

Ausgewählte Anwendungen:
- Astrochemie: Entstehung von H2 und Wasser im interstellaren Medium.
- Reaktionsmechanismen unterschiedlicher Enzyme, meist mit der QM/MM-Methode untersucht.
- Katalyse

## Auszeichnungen
- 2012: Hans-G.A.-Hellmann-Preis
- 2015: OYGA Award des Lise Meitner-Minerva Center for Computational Quantum Chemistry, Israel.

## Schriften
- Jan Meisner, Johannes Kästner: Der Tunneleffekt von Atomen in der Chemie. In: Angewandte Chemie. Band 128, Nr. 18, 15. März 2016, S. 5488–5502, doi:10.1002/ange.201511028.
- Johannes Kästner, Walter Thiel: Bridging the gap between thermodynamic integration and umbrella sampling provides a novel analysis method: Umbrella Integration. In: The Journal of Chemical Physics. Band 123, Nr. 14, 2005, 144104, doi:10.1063/1.2052648.
- Johannes Kästner, Joanne M. Carr, Thomas W. Keal, Walter Thiel, Adrian Wander, Paul Sherwood: DL-FIND: an Open-Source Geometry Optimizer for Atomistic Simulations. In: The Journal of Physical Chemistry A. Band 113, Nr. 43, 28. Juli 2009, S. 11856–11865, doi:10.1021/jp9028968.